# OTS
OTS (ang. Opportunity To See) – miara siły kampanii reklamowej. Jest to strategiczny wskaźnik opisujący zasięg prasowej kampanii reklamowej określający odsetek grupy docelowej.
Wartość OTS mówi, ile razy przekaz reklamowy widziała średnio osoba z grupy docelowej, jeżeli widziała go przynajmniej raz. Jest to miara mówiąca o średniej liczbie kontaktów z reklamą wśród osób z grupy docelowej objętej zasięgiem kampanii reklamowej. OTS wylicza się dzieląc intensywność kampanii mierzoną liczbą GRP przez zasięg całkowity kampanii.